# La Villedieu-en-Fontenette
La Villedieu-en-Fontenette là một xã ở tỉnh Haute-Saône trong vùng Franche-Comté phía đông Pháp. Xã có diện tích 9,65 km², dân số năm 2006 là 173 người. Khu vực này có độ cao từ 225-397 mét trên mực nước biển.